# Prague Mustangs
Prague Mustangs je český klub amerického fotbalu, sídlící v Praze. Klub byl založen v roce 2009.

## Sezóna 2020
V sezóně 2020 se tým probojoval do nejvyšší soutěže ČLAF (tenkrát Paddock liga).

## Sezóna 2022
V sezóně 2021 tým nehrál žádnou soutěž. V sezóně 2022 se tým přihlásil do 2. ligy. Dokráčel do semifinále, ve kterém prohrál s týmem Pardubice Stallions 14-21.

## Úspěchy klubu
(Zdroj) 
2010:
- druhé místo AFUVAS série 2010

2011:
- třetí místo AFUVAS série 2011

2012:
- třetí místo ČLAF C 2012

2013:
- čtvrté místo ČLAF B 2013, skupina střed
- páté místo na turnaji PartnersCup 2013

2014:
- Sedmé místo ČLAF C 2014, skupina západ
- Třetí místo MČR Dospělých ve Flagu
- Druhé místo na turnaji NorthCup 2014

2015:
- Čtvrté místo ČLAF C 2015
- Třetí místo MČR Dospělých ve Flagu
- Druhé místo na turnaji NorthCup 2015
- Druhé místo v Juniorském poháru 2015 (druhá juniorská liga)

2016:
- Semifinále playoffs 3 ligy ČAAF
- Třetí místo ve flagové lize juniorské kategorie U19
- Druhé místo MČR Dospělých ve Flagu